# 暴雪娛樂
暴雪娱乐（英語：Blizzard Entertainment, Inc.）是美国游戏开发商和发行商，源自1991年2月由加利福尼亚大学洛杉矶分校的毕业生迈克尔·莫怀米、弗兰克·皮尔斯和艾伦·阿德汗创办的“硅与神经键（Silicon & Synapse）”。公司起初主要将其他开发商的游戏移植到计算机平台，还有重制1985年游戏《Racing Destruction Set》的作品《RPM赛车》。1992年，开始为家用游戏机制作原创游戏《失落的维京人》，1993年又推出《摇滚赛车》，接下来投入开发的《魔兽争霸：人类与兽人》1994年发行，代表公司重心转向原创作品。同年硅与神经键更名暴雪娱乐，1996年开发《暗黑破坏神》的秃鹰公司并入暴雪娱乐，同时更名北方暴雪，此后一直独立运作直到2005年关闭。
1994年发行商戴维森合伙公司收购暴雪娱乐，之后四年又发生连串收购、并购，暴雪最后纳入维旺迪旗下子公司维旺迪游戏，至2008年维旺迪游戏与动视合并，暴雪更名动视暴雪，2013年动视暴雪再恢复独立公司地位后没有改名，暴雪娱乐即便在子公司期间也始终保持独立经营；2022年1月微軟宣佈收購動視暴雪，於2023年10月13日收購完成後正式成為旗下微软游戏（Microsoft Gaming）的子公司。

## 歷史
1991年2月，由麥可·莫懷米、艾伦·阿德汗和弗兰克·皮尔斯創辦了暴雪的前身Silicon & Synapse。這距他們獲得加利福尼亞大學洛杉磯分校的學士學位只有一年。起初，公司致力於為其他工作室製作遊戲移植，包括了托爾金的《指環王：第一卷》，以及《戰棋Ⅱ：中國象棋》。
1993年，公司開發了《摇滚赛车》和《失落的維京人》（由娱乐公司發行）。
1994年，公司改名为混沌工作室（Chaos Studios），之後因為發現以混沌工作室命名的另一家公司已經存在，公司最終定名为暴雪娛樂。同年，公司被經銷商戴维森合伙公司公司以675萬美元收購。此後不久，暴雪的作品《魔獸爭霸：人類與獸人》上架發售。
暴雪自从被戴维森合伙公司收購後幾經易手：戴维森合伙公司被雪乐山在线收購，而雪乐山在线在1996年又被CUC國際收購。此後在1997年，與旅店、房地產和汽車租賃經銷商HFS Corporation合併成立。合併之前，的會計詐騙丑闻已出露端倪。此後被廣泛討論的會計醜聞的6個月中的股票市值下跌80%。1998年，將他的軟件部門，雪乐山在线和暴雪娱乐出售給法國發行商哈瓦斯通讯社。同年，哈瓦斯被维旺迪集团收購。此后，雪乐山和暴雪娱乐都成为维旺迪集团旗下的维旺迪游戏的部门。
1996年，暴雪收購禿鷲遊戲公司，之後禿鷲遊戲一直在為暴雪開發暗黑破壞神系列，禿鷲游戏公司则被重新命名為北方暴雪，暴雪北方位於加利福尼亞州的聖馬刁。
1997年1月，暴雪推出動作角色扮演遊戲《暗黑破壞神》，同时一道推出了它的線上戰網（Battle.Net）。
1998年1月15日，暴雪推出即時戰略遊戲《星际争霸》，成為當年全世界銷售量最大的遊戲。
2002年，暴雪從Interplay娱乐购回了早年的三個作品的版权，並且在GBA平台上重新發售。
2003年，暴雪推出了《魔兽争霸III：冰封王座》，成就即时战略类游戏难以企及的高峰。
2004年，暴雪在位於法國巴黎市郊的歐洲辦事處开业，以承擔《魔獸世界》在歐洲的線上服務。
2004年11月23日，暴雪娱乐发行了至今仍风靡全球的大型多人線上角色扮演遊戲——《魔兽世界》。
2005年5月16日，暴雪宣佈收購家用機遊戲開發商工作室，来开发《星际争霸：幽灵》。在《星際爭霸：幽靈》被無限期推遲後，其仍旧正致力於次世代家用機平台的游戏開發。
2005年8月1日，暴雪宣佈將其北方暴雪合併進位於加利福尼亞州爾灣市的總部。
2007年12月，暴雪娛樂的母公司維旺迪遊戲與動視宣佈合併組建成新公司動視暴雪。
2016年5月，暴雪娛樂推出多人射擊遊戲《守望先锋》。遊戲發售後首周，所有平台總銷量超過750萬套，獲得了業界十分正面的評價。遊戲還獲得了2016年度遊戲大獎的年度遊戲獎項。
2016年6月，暴雪娱乐参与投资拍摄的一个以魔兽系列故事为背景的真人电影上映，影片由传奇影业、环球影业制作发行，导演为邓肯·琼斯。
2017年3月30日，暴雪全球首座官方電競館於台灣台北市大安區敦化南路一段開幕。
2018年10月，暴雪联合创始人之一、公司主席兼首席执行官迈克尔·莫怀米宣布离任，之后仅担任公司顾问。11月3日，暴雪於暴雪嘉年華宣布將推出《魔獸爭霸III：淬鍊重生》，為《魔獸爭霸III》之重鑄版。
2021年1月22日，暴雪宣布将动视子公司Vicarious Visions并入其名下，该公司之后更名为“暴雪奥尔巴尼”。
2022年1月18日，微軟宣佈以687億美元收購母公司動視暴雪。
2022年10月4日，《鬥陣特攻2》正式推出。
2022年11月18日，暴雪單方面宣佈由於與中國網易遊戲未能就暴雪遊戲在中國大陸的發行、運營權（即「代理權」）續約一事達成共識。此舉意味著網易自2008年獲得的在中國大陸地區對暴雪遊戲的代理權將在2023年1月24日結束。網易隨後證實了相關說法，在结束运营后，网易对游戏中的虚拟财产部分进行退款。
2024年1月，微软对Xbox、动视暴雪进行涉及1900人的大裁员，暴雪娱乐主席Mike Ybarra在同时期宣布离职。微软之后任命前《使命召唤》系列主管Johanna Faries为暴雪新任主席。
2024年4月10日，暴雪、微软与原中国大陆暴雪游戏代理商網易游戏宣布双方恢复合作关系，网易未来将继续代理暴雪在中国大陆的游戏运营。此前下线的暴雪国服游戏将在2024年夏季陆续恢复上线。

## 战网 2.0
暴雪娱乐在2009年发布了其新的战网（Battle.net）服务。这项服务允许那些已经购买了暴雪娱乐游戏产品（《星际争霸》、《星际争霸II》、《暗黑破坏神II》和《魔兽争霸III》及其资料片）的玩家，下载游戏拷贝。他们购买然后下载，而不需要任何物理媒体。在未来，它将会储存玩家的“暴雪等级”（类似玩家分数或者游戏成就）。
2009年11月11日，暴雪娱乐要求所有北美《魔兽世界》玩家将帐户切换到战网帐户。目前所有流行的暴雪娱乐游戏的网站、下载以及帐号登录都是通过战网来完成的。
2009年7月1日，中国大陆的《魔兽世界》运营商网易开放战网帐号绑定，但当时《魔兽世界》大陆地区运营商易主网易，游戏暂时停止运营。于7月30日开服后，只有绑定完成战网通行证的玩家才可进入游戏。
2011年5月13日，台湾、香港和澳门地区的《魔兽世界》运营商智凡迪开放战网帐号绑定。至此全球《魔兽世界》均在战网之下运行。

## 前僱員
若干年過去，一些前暴雪僱員已經走出來成立了他們自己的遊戲公司。
- 旗艦工作室[24]，公司成立於2003年，《地獄之門：倫敦》开发商，还曾参与开发《神話》。由於旗艦工作室經濟困難在2008年關閉，《神話》未完成工程和版權移交由韓國網路遊戲出版商HanbitSoft。后在2009年5月，项目又交给T3娛樂（T3 Entertainment）的子公司繼續开发。
- [25]，公司成立於2000年，《激戰》开发商。系列最新作《激戰2》已在2012年8月發佈。
- Ready at Dawn工作室，《教團：1886》开发商。
- Red 5工作室，大型多人在线游戏《火瀑》开发商，现已解散。
- [26]，《Yaris》开发商。现已解散。
- [27]，《黑暗王座》开发商。
- Carbine Studios[28][29]，《荒野星球》开发商。2018年解散。
- Second Dinner，由原《炉石传说》游戏总监本·布罗德创办，作品为卡牌游戏《漫威终极逆转》。
- 冰霜巨人工作室（Frost Giant Studios），正在开发即时策略游戏《风暴之门》。

## 爭議和法律纠纷

### 發售延期
暴雪娛樂除了產品評價高之外，還有另一個經常被人提起的特徵：發售延期。其發佈產品幾乎都出現過延期甚至是數度延期。《暗黑破壞神》曾計畫1996年11月30日發售，但是最終延期至1997年1月，此後欲1997年上市的《星海爭霸》延至1998年，欲1999年12月上市的《暗黑破壞神II》延至2000年，欲2001年上市的《魔獸爭霸Ⅲ》延至2002年，欲2003年聖誕節上市的《魔獸世界》延至2004年初，《魔獸世界》海外版本和修正補丁也多次延期。多次且大量的延期招致大量玩家的不滿，乃至《暗黑破壞神III》和《星海爭霸II》公佈後，大量玩家認為這兩部作品絕對會再次出現發售延期的事情。
暴雪娛樂創始人迈克尔·莫莱姆曾回應：反覆的潤色階段是使我們的遊戲與眾不同的原因，最後10%的潤色實際上就是一個好遊戲和一個差遊戲之間的差別。《星海爭霸》在先前公佈時基本上是基於《魔獸爭霸II》的代碼進行開發，而在延期後數月出現的高完成度Demo版則完全不同，被認為是在延期期間進行了幾乎是推倒重來的修改，故此部分玩家之間認為暴雪娛樂雖然發售延期，但是基本上是為了使產品精益求精而進行的作業，對此雖然不滿，但是可以理解。

### 戰網
戰網是為其遊戲《暗黑破壞神》，《星海爭霸》，《暗黑破壞神II》，《暗黑破壞神Ⅱ：毀滅之王》，《魔獸爭霸II》戰網版本，《魔獸爭霸III》，《魔兽世界》，《星際爭霸II》和《暗黑破坏神III》開發的在線遊戲服務。他於1997年1月份與《暗黑破壞神》一同發佈，它發揮著在互聯網上遊戲的功能，以配合玩家對玩家的遊戲，遊戲匹配系統，在線聊天以及其他在線應用方式為特色。戰網服务完全免費，只需要互聯網連接和必要的帳號註冊。
一群遊戲玩家使用逆向工程破解了戰網和暴雪遊戲使用的網絡協議，並且發佈了面戰網模擬軟件包，稱為Bnetd。使用Bnetd，玩家將不再需要登錄官方戰網伺服器來玩暴雪遊戲。
在2002年1月，暴雪律師威脅要對Bnetd的開發者將依據《數字千禧年版權法案》採取法律行動。暴雪遊戲就是被設計成只能在暴雪控制的伺服器上運行的，戰網伺服器將包括CD-key的檢查，這也意味著避免的軟件盜版。
儘管Bnetd的開發者提議將暴雪的CD-key整合進Bnetd，暴雪還是宣佈這種軟件包的廣泛傳播將促進盜版，並進一步要求依據《數字千禧年版權法案》停止Bnetd項目。因為這個案例是《數字千禧年版權法案》的第一個主要檢驗的案例，在這個問題的協商（而非法律判決）正在進行之時，電子邊界基金會也捲入其中。協商失敗，然而暴雪贏得官司的全部要求：被告被判決違反了《星際爭霸最終用戶許可協議》和《戰網使用條款》。
該判決被上訴到聯邦上訴法院第八巡迴審判庭，2005年9月1日，其裁決結果也是維持對暴雪和威望迪有利的原判。

### 自由的魔獸爭霸
暴雪在2003年6月20日，給使用魔獸爭霸引擎的開源複製版——被稱作“自由魔獸爭霸（FreeCraft）”的開發者發送了一份終止信函。這個業餘項目拥有与《魔獸爭霸II》一樣的玩法和角色，但是畫面和音樂有所區別。
作為一款類似的遊戲，“自由魔獸爭霸”允許玩家在拥有《魔獸爭霸II》CD的前提下使用其畫面。複製版的程序員毫无争议关闭了他們的網站。不久，他們又重新組織起來，以Stratagus名字繼續他們的工作。

### 看護者客戶端
暴雪使用過一種特殊形式的軟件，這就是看護者客戶端，當運行的時候，這個客戶端掃瞄個人電腦用以核實《最終用戶許可協議》和《使用條款》是否得以遵守。眾所周知，看護者客戶端與暴雪的魔獸世界在線遊戲一起使用，並且所有的玩家通過《最終用戶許可協議》和《使用條款》允許看守者客戶端在魔獸世界運行的時候進行這些掃瞄。
看護者客戶端掃瞄進程名稱，窗口名稱，和運行程序的小部分代碼段以判斷是否有其他第三方的程序在運行。這種判斷是用採集掃瞄到的字符串並將其採集好的值與被認為是相對應的作弊程序的採集值表單比對而得出的，看護者客戶端掃瞄所有的在計算機上運行的進程，而不僅僅是魔獸世界遊戲程序，以及可能包括一些被認為是個人隱私信息和其他個人身份信息，正因為這種掃瞄，看守者客戶端被指責為間諜軟件，並且在隱私擁護者中引起糾纏不清的爭論。
看護者客戶端在正確識別合法行為與非法行為方面的可靠性值得懷疑，因為之前暴雪依據看護者客戶端收集到的信息所作出的處置並不怎麼成功，及其值得提到的是許多玩家被這個程序判定為違反了《最終用戶許可協議》和《使用條款》，並且稍後帳號被封，而實際上他們並沒有作弊。許多Linux用戶在升級後發生了因為升級了看守者客戶端後導致將Cedega進程錯誤的判定為作弊程序而被封號的突發事件。暴雪發佈了一個聲明聲稱他們已經正確的識別這個問題並且恢復了所有的帳號，並且補償20天的遊戲時間。暴雪已經聲稱看護者客戶端並不向主伺服器發送任何信息除了一個違反標記。但是，沒有看護者客戶端發出的特定信息，暴雪不可能將Cedega用戶和實際的作弊者區分開來。
暴雪娛樂並不是第一次嘗試窺探他們顧客主機。早在1998年暴雪娛樂已經遭到一系列因未經用戶准許卻非法收集用戶數據，而導致的以非法商業行為傾訴的訴訟。

### 侵权诉讼
2007年8月14日，北大方正电子有限公司状告暴雪娱乐侵犯其版权，要求赔偿100万元人民币的侵权损失。这起诉讼指控暴雪娱乐在《魔兽世界》中文版中，未经方正电子允许擅自使用其中文字体。
2015年间，暴雪娛樂和Dota 2的开发商Valve在台北地方法院檢察署、北京市海淀区人民法院和美国，就中国大陆公司龙图游戏和莉莉丝游戏的手機遊戲《刀塔傳奇（现小冰冰传奇）》，发起了有关侵犯著作权、商标权、专利权、不正当竞争的诉讼。龙图和莉莉丝因而赔偿了一定款项，修改部分美术并将游戏改名。
2014年4月，暴雪娱乐和网之易公司起诉游易网络称游易网络旗下的游戏卧龙传说侵权，2014年11月暴雪娱乐和网之易公司胜诉。
2015年，暴雪娱乐与网易公司将七游、分播时代、动景以《全民魔兽》侵权为由告上法庭。2016年9月，法院判罚七游、分播时代、动景向暴雪娱乐、网易公开道歉并赔偿共计六百万元人民币。

### 因香港反修例事件惩处选手與評論員
2019年10月，香港爐石戰記選手Blitzchung於亞太區大師職業賽接受賽後採訪時，高呼在香港反修例事件中「光復香港，時代革命」的口号。10月8日，暴雪爐石戰記官網以違反賽事規章為由，剝奪Blitzchung十二個月比賽資格，自大師職業賽除名，並取消其於第二賽季所獲之獎金，以及終止與當日兩位賽事評論員“易先生”和“偷米”的合作，其終止合作的緣由時任暴雪娛樂總裁艾伦·布雷克接受《PC Gamer》採訪時稱：「暴雪雇用他們來做這項工作，在這種情況下，他們的工作就是讓轉播播報聚焦在遊戲、勝者及其中的故事，他們並沒有把這件事情做好，這就是為何我們會做出此處分」。因此，暴雪娛樂被指重視金錢、輕視人權，有網民發起杯葛行動，包括刪號抗議，亦有暴雪員工以白紙覆蓋總部辦公室代表暴雪核心價值觀的「Think Globally」及「Every Voice Matter」字樣以示抗議。11日，艾伦·布雷克宣布Blitzchung的禁赛从一年缩短至6个月，奖金保留；“易先生”和“偷米”停止合作时间改为6个月的惩罚。11月2日，艾伦·布雷克在BlizzCon 2019對此前事件道歉，並稱「我希望我們能清楚地表達出，我們相信每個人都擁有以各種方式及在各種地方表達自我意見的權利」。

### 性騷擾與性別歧視
因暴雪娛樂於2021年7月爆出歧視女性、報酬不平等、性騷擾文化等現象遭法院起訴，集團CEO於2021年12月3日表示支持員工說出所遭遇的歧視或騷擾，並聲明暴雪娛樂將不會出現在遊戲產業年度盛會The Game Awards中。

### 2023年中國大陸地區暫停營運
2022年11月18日，暴雪單方面宣佈由於與中國網易遊戲未能達成與暴雪娛樂簽訂的營運原則與對玩家和員工的承諾，自2023年1月24日起網易不再擁有暴雪遊戲在中國大陸地區的發行、運營權（俗稱「代理權」），而共同研發的《暗黑破壞神：永生不朽》基於額外協議不受此次續約風波的影響，會繼續在中國大陸運作。網易隨後發佈了暴雪遊戲在中國大陸地區即將停運的公告，並承諾開放退款通道。2022年11月23日，中國大陸地區戰網平台的註冊及充值通道被關閉。網易自2008年起獲得暴雪遊戲在中國大陸地區的代理權，從而開啟了長期合作，雙方曾有若干共同研發的遊戲企劃（如《暗黑破壞神：永生不朽》）。在2023年1月24日前，如果就中國大陸地區代理權事宜不與網易續約且沒有新的代理者接手，暴雪旗下遊戲將不得繼續其在中國大陸地區的運營，面臨暫時停運。消息传出后，舆论争议的焦点主要在于大多数游戏在停服后会删除与游戏相关的数据存档，被质疑侵犯游戏玩家的权益。且游戏运营方提出的补偿措施大多是引流至公司其他游戏的礼包或福利，导致消费者质疑所谓的补偿方案是游戏运营商换一种方式“割韭菜”。“网易与暴雪停止合作”事件也被列入中国消费者协会“2022年十大消费维权舆情热点”。
有鉴于此，在2023年1月20日，暴雪旗下游戏《炉石传说》在其官网公开了2023年炉石赛事的比赛规则，其在英文版的公告页中的常见问题处写明“居住在中国大陆的玩家无法参与该赛事，若是在赛事过程中找到合作伙伴，其将会重新评估参赛资格”。但在中文版中则最初写明「居住在中國的玩家將無法參與賽事」，引发中国大陆玩家抗议，认为暴雪有「台獨」的嫌疑，指稱「如果居住在中國的玩家無法參賽，那台港澳也不得參賽，因為都是中國的領土」。不久后，暴雪的官方網站公告页已经將「中國」改為「中國大陸」。
2023年1月24日，暴雪旗下遊戲在中国大陆设立的服务器终止运营。网易旗下公司上海网之易也正式停止暴雪游戏产品的运营，关闭战网登录以及所有游戏服务器，同时关闭客户端下载。公司计划对玩家在游戏内已充值但未消耗的虚拟货币或未失效的游戏服务开放退款申请，退款申请通道于2月1日开放。截至2月1日17时35分，申请退款的排队人数已超72万。
与此同时，由于《炉石传说》参加即将在杭州举办的2022年亚洲运动会，有评论指出这也是首个东道主被禁赛的项目。2023年3月，亚洲奥林匹克理事会取消了该项目。
纽约时报在2023年3月29日的一份报道中提到，网易与暴雪进行续约谈判时，网易希望改为直接授权游戏的代理运营权，代替之前通过第三方合资公司（网易暴雪合作部）的方式，以满足中国政府对游戏合规审查的要求，在双方的会议中，暴雪认为网易通过这次谈判作为影响微软是否能通过收购暴雪的反垄断审查的因素，而感到被威胁，而网易则表示暴雪对此有误解，只是表示不接受授权调整，会导致微软收购暴雪后将自己要承受更严厉的中国法规。暴雪也建议支付5亿美元来换取授权调整，但被网易拒绝，最终导致谈判失败。除外，暴雪之前也不满网易雇佣其前员工或投资其工作室。
2023年4月25日，网易暴雪合作部就暴雪娱乐违反系列许可协议在上海提起诉讼，要求退还3亿欠款。不过暴雪方面表示，并未收到相关诉状。
2023年5月，暴雪娱乐宣布起诉网易侵权及不正当竞争，相关案件将于6月1日在杭州市中级人民法院开庭。相关人士表示，此次起诉与解约期间网易旗下端游《逆水寒》有关，其上线的“魔兽老兵服”对暴雪《魔兽世界》IP直接照搬，而且将魔兽停服当作庆典营销。早在2022年12月9日，网易游戏《逆水寒》在官网发布了《给逆水寒及魔兽玩家的一封长信》，宣布2023年1月开启“网易魔兽老兵主题服”，开服后《逆水寒》承载了一部分“被迫流失”的魔兽玩家。
2024年4月10日，暴雪娱乐、微软游戏与网易宣布暴雪娱乐旗下游戏作品自當年夏季开始陆续重返中国大陆市场。

## 外部連結
- 官方网站 （英文）
- 暴雪娛樂 （页面存档备份，存于）（繁體中文）
- 戰網Battle.Net （页面存档备份，存于）（英文）